# نواک جوکوویچ
نواک جوکوویچ (به صربی: Новак Ђоковић, Novak Đoković) (زادهٔ ۲۲ مهٔ ۱۹۸۷) در بلگراد، صربستان ،(یوگسلاوی وقت) تنیسباز حرفه‌ایِ صربستانی و پرافتخار ترین تنیسور حال حاضر جهان است.  او موفق شده‌است دو سال متوالی بازیکن شماره یک دنیا لقب بگیرد و در مجموع هشت سال را به عنوان بازیکن شماره یک دنیا به اتمام برساند که در این زمینه رکورددار است. جوکوویچ جزو هفت بازیکنی است که توانسته‌اند هر چهار گرند اسلم را برنده شوند . او  همچنین توانست مقام طلای المپیک را کسب کند. و تنها بازیکن تاریخ تنیس مدرن است که حداقل سه بار در هر یک از گرند اسلم‌ها موفق به ثبت قهرمانی شده است و در همه مسابقات مسترز توانسته بیش از یک بار قهرمان بشود. برخی از او به عنوان بهترین تنیسور تاریخ یاد می کنند.
جوکوویچ در مجموع ۲۴ بار در مسابقات گرند اسلم، قهرمان شده‌است و در این زمینه بالاتر از رافائل نادال و راجر فدرر، رکورددار است. بهترین عملکرد او در مسابقات گرند اسلم، در آزاد استرالیا است که با ۱۰ قهرمانی در آن مسابقات، رکورد دار است، او در مسابقات تنیس ویمبلدون ۷ بار، در تنیس آزاد آمریکا ۴ بار و در آزاد فرانسه ۳ بار قهرمان شده است. همچنین وی با ۴۰ قهرمانی در مسابقات مسترز و با ۷ قهرمانی در مسابقات پایانی انجمن تنیس حرفه‌ای رکورددار است.
او همچنین صاحب چندین رکورد مختلف دیگر است: رکوردار در هفته های صدر نشینی با ۴۲۷ هفته، دومین بازیکن بعد از رود لاور که موفق شده‌است هر چهار گرند اسلم را به صورت پیاپی برنده شود، جوان‌ترین بازیکنی که به نیمه نهایی هر ۴ گرند اسلم رسیده‌است و تنها فردی که موفق به کسب ۳ عنوان متوالی جام آزاد استرالیا شده‌است و در طولانی‌ترین فینال یک گرند اسلم (۵ ساعت و ۵۳ دقیقه) بازی کرده‌ و پیروز شده است. او همچنین دارای رکورد ۲۷ برد متوالی در مسابقات گرند اسلم و ۳۱ برد متوالی در مسابقات مسترز است. 

## زندگی شخصی و آغاز تنیس
نواک جوکوویچ در ۲۲ می ۱۹۸۷ در بلگراد، صربستان (یوگسلاوی سابق)، به دنیا آمد. نام پدرش سردیان و مادرش دیانا است او دو برادر کوچکتر از خود به نام‌های مارکو و جورجی دارد که هر دو تنیسور هستند نواک از چهار سالگی تنیس را شروع کرد سپس در شش سالگی زیر نظر تنیسور سابق صربستان یلنا گنچیچ تنیس را ادامه داد. (۱۹۹۱۱)
نواک شش سال در کنار گنچیچ تنیس را ادامه داد در طول این شش سال استعداد او در تنیس نظر همه را به خود جلب کرد و گنچیچ او را برای ادامه تنیس به نیکولا پیلیچ معرفی کرد و در سال ۱۹۹۹ نواک تنیس خود را در کنار پیلیچ ادامه داد. دو سال بعد جوکوویچ چهارده ساله رقابت در مسابقات جهانی را شروع کرد و توانست در مسابقات قهرمانی اروپا در رقابت‌های تک نفره-دونفره و تیمی قهرمان شود. بعد از چند سال جوکوویچ و خانواده‌اش در مونته کارلو-موناکو در فرانسه اقامت گزیدند و در سال ۲۰۰۶ او باتنیسور سابق اسلواکی مارین وایدا شروع به کار کرد.
جوکوویچ عضو کلیسای ارتدکس صربی است و برای کمک‌هایی که به صومعه‌های زیر نظر کلیسای ارتدکس کرده و کارهای خیریه که در استان خودمختار کوزوو و متوهیا کرده‌است از سوی کلیسا جوایزی دریافت کرده‌است. از سوی دیگر گزارش شده که جوکوویچ روزانه یک ساعت در معبد بودایی بوداپادیپا در ویمبلدون، درون‌پویی می‌کند.

## سال ۲۰۰۶
جوکوویچ در سال ۲۰۰۶ با رسیدن دور یک چهارم نهایی گرند اسلم رولند گاروس و دور چهارم در ویمبلدون خود را به جمع چهل تنیسور برتر جهان رساند. سه هفته بعد از ویمبلدون او اولین قهرمانی خود را در مسابقات آمسفورت در هلند با غلبه بر نسکولاس ماسو از هلند جشن گرفت. سپس او دومین قهرمانی خود را در مسابقات متس در فرانسه بدست آورد و توانست به جمع ۲۰ تنیسور برتر جهان ملحق شود.

## سال ۲۰۰۷
جوکوویچ سال ۲۰۰۷ را با قهرمانی در مسابقات آدلاید در استرالیا آغاز کرد. اما در دور چهارم اوّلین گرند اسلم سال در استرالیا در سه ست پیاپی به راجر فدرر باخت. نتایج او در دو مسترز ایندین ولز و میامی او را در جمع ده نفر اول جهان قرار داد او در اولین مسترز سال در ایالت کالیفرنیا و در شهر ایندین ولز در آمریکا به فینال رسید و مقابل رافائل نادال شکست خورد اما یک هفته بعد در مسترز میامی در آمریکا در دور یک چهارم نهایی نادال را شکست داد سپس توانست به فینال برسد و با پیروزی مقابل گیرمو کانیاس از آرژانتین موفق به کسب اولین جام مسترز خود شد. او در سومین مسترز در زمین‌های خاکی مونته کارلو در فرانسه در دور سوم به دیوید فرر باخت سپس به پرتغال رفت و در مسابقات استوریل در برابر ریچارد گاسکه ار فرانسه پیروز شد و به قهرمانی رسید.
جوکوویچ در دو مسترز بعدی در ایتالیا و آلمان در دور یک چارم نهایی به ترتیب مقابل رافائل نادال و کارلوس مویا شکست خورد. دو هفته بعد در مسابقات گرند اسلم فرانسه برای اولین بار به نیمه نهایی یکی از مسابقات گرند اسلم رسیدو به نادال قهرمان آن مسابقات باخت.
یک ماه بعد او در یک چهارم نهایی ویمبلدون در دیداری سخت مقابل مارکوس بغداتیس پیروز شد این دیدار ۵ساعت طول کشید و جوکوویچ توانست در پنج ست با نتایج ۷–۶ ۷–۶ ۶–۷ ۴–۶ ۷–۵ بازی را بسود خود به پایان برساند.
در نیمه نهایی به دلیل مصدومیت ناچار به انصراف مقابل نادال شد. در مسترز مونترئال جوکوویچ بعد از بوریس بکر اولین تنیسوری شد که در یک تورنمنت نفرات اول و دوم و سوم را پشت سر هم شکست داد. او در یک چهارم نهایی اندی رادیک نفر سوم جهان در نیمه نهایی رافائل نادال نفر دوم جهان و در فینال فدرر نفر اول جهان را شکست داد و دومین قهرمانی خود را در مسابقات مسترز به دست آورد. در مسترز سینسیناتی جوکوویچ در دور دوم شکست خورد اما دو هفته بعد در گرند اسلم آمریکا به فینال رسیداین اولین فینال گرند اسلم جوکوویچ بود که در سه ست پیاپی به فدرر باخت. در پایان سال او با قهرمانی در جام وین در اتریش مقام سومی خود را در پایان سال مسجل کرد و به مسابقات پایان سال در چین راه یافت.

## سال ۲۰۰۸
جوکوویچ سال ۲۰۰۸ را در گرند اسلم استرالیا آغاز کرد او تا دیدار نیمه نهایی به سادگی از سد حریفان گذشت و با پیروزی مقابل فدرر در سه ست پیاپی شگفتی بزرگی خلق کرد و به فینال رفت او در فینال مقابل سونگا از فرانسه ست اول را باخت اما در سه ست بعدی پیروز شد و برای اولین بار قهرمان یکی از مسابقات گرند اسلم شد. از فوریهٔ سال ۲۰۰۵ تاکنون این اولین بار بود که یک گرند اسلم را تنیسوری غیر از فدرر و نادال تصاحب می‌کند. این بزرگترین قهرمانی جوکوویچ در زندگی ورزشی او محسوب می‌شد. پس از قهرمانی در استرالیا او به دبی رفت اما در دور نیمه نهایی به اندی رادیک باخت. سپس در مسترز ایندین ولز با شکست ماردی فیش نهمین قهرمانی خود را بدست آورد. دهمین قهرمانی او هم در مسترز رم در ایتالیا بود که با شکست واورینکا در فینال جام قهرمانی را بالای سر برد. یک هفته بعد در نیمه نهایی مسترز هامبورگ آلمان به نادال باخت و در نیمه نهایی گرند اسلم فرانسه در برابر نادال شکست خورد سپس در زمین‌های چمن کوینز در لندن باز هم به نادال باخت و در ویمبلدون در دور دوم بهمارات سافین بازی را واگذار کرد تا بعد از قهرمانیهای پی در پی در ابتدای سال باز هم قهرمانیها را به نادال وفدرر واگذار کند. در مسترز کانادا نتوانست از قهرمانی سال گذشته دفاع کند و در یک چهارم نهایی به اندی ماری باخت سپس در مسترز سینسیناتی به فینال رفت و باز هم نتوانست اندی ماری را ببرد و ۶–۷ ۶–۷ به او باخت. در بازی‌های المپیک مدال برنز گرفت و در گرند اسلم آمریکا در نیمه نهایی به فدرر باخت. اما بالاخره در مسابقات پایان سال در چین قهرمان شد.
وی در ژوئیه سال ۲۰۱۱ در بازی فینال ویمیلدون رافائل نادال تنیسور اسپانیایی و مرد شماره یک تنیس جهان را با نتیجه ۱۱ بر ۱ شکست داد تا با این شکست به نفر اول رده‌بندی تنیس بازان مرد جهان تبدیل شود. او در ژانویهٔ ۲۰۰۸ نخستین عنوان گرانداسلم خود را در آزاد استرالیا برد. در دور نیمه‌نهایی جوکوویچ راجر فدرر رتبهٔ یک‌وقت دنیا و قهرمان دور قبل را در سه سِتِ پیاپی شکست داد. در بازی نهایی هم در مقابل جو-ویفرید تسونگا با بردن سه ست در چهار ست به پیروزی رسید. پس نخستین بازیکن نمایندهٔ صربستان شد که برندهٔ یک عنوان گرانداسلم شده‌است و نیز جوان‌ترین بازیکن در عصر آزاد که به دیدار نیمه‌نهایی هر چهار گرانداسلم رسیده‌است.
جوکوویچ در آزاد آمریکای سال ۲۰۰۷ به مقام دوم رسید. او همچنین به دور نهایی شش سری بزرگان رسیده‌است و در چهارتای آن‌ها برنده شده‌است. به علاوه او به دور نیمه‌نهایی آزاد فرانسه ۲۰۰۷ و ۲۰۰۸ و نیز آنِ مسابقات قهرمانی ویمبلدون ۲۰۰۷ رسیده‌است. وی در نخستین حضور خود در بازی‌های المپیک (پکن ۲۰۰۸) جیمز بلیک نمایندهٔ آمریکا را شکست داد و به مدال برنز دست یافت.
نواک جوکوویچ یکی از هوادران پروپاقرص باشگاه میلان ایتالیاست. او در ژوئن ۲۰۱۱ با سفر به ایتالیا پیراهن شماره ۱ را از قهرمان ایتالیا دریافت کرد.

## حواشی مسابقات آزاد استرالیا ۲۰۲۲
نواک جوکوویچ، تنیس‌باز شماره یک جهان، روز پنج‌شنبه درپی طوفان اعتراضات نسبت به تصمیم مقامات برای اعطای معافیت از واکسیناسیون به او برای ورود به استرالیا، با خطر اخراج از کشور روبه‌رو شد اما جلسه دادگاه برای تصمیم‌گیری دربارهٔ سرنوشت او به تعویق افتاد.
نواک جوکوویچ پیش از این مخالفت خود با زدن واکسن را ابراز کرده و در اینستاگرام در مورد «دست یافتن» به معافیت پزشکی از سوی مقامات باافتخار پیام منتشر کرده بود، امری که با انتقاد گسترده کاربران مواجه شد.
پس از آن یک قاضی در استرالیا دستور لغو دیپورت نواک جوکوویچ، ستاره تنیس جهان، را صادر کرد.
اما در ادامه استرالیا برای دومین بار متوالی ویزای نواک جوکوویچ را به دلیل قوانین مربوط به کووید ۱۹ و عدم امکان ورود به این کشور بدون تزریق واکسن لغو کرد.
این تصمیم را الکس هاوک، وزیر مهاجرت استرالیا گرفته و بدین معنی است که جوکوویچ اکنون با احتمال اخراج مواجه است.
در نهایت در تاریخ ۲۶ دی ماه ۱۴۰۰ دادگاه فدرال کشور استرالیا تصمیم گرفت به شماره یک تنیس جهان به دلیل نزدن واکسن کرونا ویزا ندهد و این تنیسور نمی‌تواند در رقابت‌های اوپن استرالیا شرکت کند.
نواک جوکوویچ ستاره صربستانی دنیای تنیس در دومین جلسه دادگاهش در استرالیا هم بازنده شد تا خاک این کشور را ترک کند.
==قهرمانی ۲۰۲۳:
او در مسابقات آزاد استرالیا در سال ۲۰۲۳ با شکست دادن سیتسیپاس به بیست و دومین قهرمانی خود در گرند اسلم دست یافت و بار دیگر به مقام اول تنیس مردان جهان رسید.